# Janusz Ślesak
Janusz Andrzej Ślesak (ur. 30 marca 1947 w Lutomi) – polski polityk, nauczyciel, poseł na Sejm II kadencji.

## Życiorys
Ukończył w 1974 studia na Wydziale Filozoficzno-Historycznym Uniwersytetu Jagiellońskiego. W latach 1973–1989 pracował jako nauczyciel i wicedyrektor zespołu szkół w Andrychowie. Następnie do 1999 był dyrektorem Liceum Ogólnokształcącego im. Marii Skłodowskiej-Curie w tym mieście, po czym przeszedł na emeryturę.
Od 1996 pełnił funkcję posła II kadencji, wybranego w okręgu bielskim z listy Sojuszu Lewicy Demokratycznej. Reprezentował Związek Nauczycielstwa Polskiego, przystąpił potem do partii SLD. W latach 1998–2006 sprawował mandat radnego sejmiku małopolskiego. W 2006 (z listy LiD) i 2010 (z listy SLD) bez powodzenia kandydował ponownie do sejmiku, a w 2007 z ramienia LiD do Sejmu.